# Epitome Astronomiae Copernicanae
O Epitome Astronomiae Copernicanae foi um livro de astronomia sobre o sistema heliocêntrico publicado por Johannes Kepler entre 1618 e 1621. O primeiro volume (livros I – III) foi impresso em 1618, o segundo (livro IV) em 1620 e o terceiro (livros V – VII) em 1621.

## Conteúdo
Particularmente, o livro continha a primeira versão impressa de sua terceira lei do movimento planetário. A obra foi concebida como um livro-texto e a primeira parte foi escrita por volta de 1615. Dividido em sete livros, o Epítome cobre muito do pensamento inicial de Kepler, bem como suas posições posteriores sobre física, metafísica e arquétipos. No Livro IV, ele apoiou a cosmologia copernicana. O Livro V forneceu matemática que sustenta as visões de Kepler. Kepler escreveu e publicou este trabalho em paralelo com seu Harmonices Mundi (1619), os últimos Livros V a VII aparecendo em 1621.
O termo "inércia" foi introduzido pela primeira vez no Epítome.
O primeiro volume foi incluído no Índice de Livros Proibidos em 28 de fevereiro de 1619.

## Edições
- Reimpressão de 1635: Epitome Astronomiae Copernicanae, Vols. 1-3, Schönwetterus.